# Matt Smith
Matthew Robert Smith (Northampton, 28 de outubro de 1982) é um ator britânico. Antes de ser ator, Smith era jogador de futebol e tornou-se ator em 2003 após um ferimento nas costas. Sua primeira apresentação foi na peça Murder in the Cathedral, também estrelou Fresh Kills e juntamente com Christian Slater em uma adaptação teatral do filme Swimming with Sharks.
O primeiro papel de Smith na televisão veio em 2006, como Jim Taylor na adaptação da BBC dos livros de The Ruby in the Smoke e The Shadow in the North, ambos de Philip Pullman. Seu primeiro papel de destaque na televisão veio em 2007, como Danny na série da BBC, Party Animals. Smith veio a ser a décima primeira encarnação do Doutor na série de televisão britânica Doctor Who. Inicialmente, teve uma rápida apresentação na parte dois do episódio O Fim do Tempo, em 2009. Em 2010, teve sua estreia definitiva na 5.ª temporada. Smith é a pessoa mais nova a atuar como o Doutor, seguido de Peter Davison, que tinha 29.

## Educação
Smith frequentou o colégio Northampton para meninos, seguido da Universidade de East Anglia, onde ele estudou drama.

## Primeiros anos
Smith nasceu e cresceu em Northampton. Ele planejava ser um jogador de futebol profissional, tendo jogado pelos times juniores Northampton Town F.C., Nottingham Forest F.C., e Leicester City F.C.. Após um severo ferimento nas costas, seu professor de teatro introduziu Smith à atuação inscrevendo-o para um papel na adaptação de Twelve Angry Man. Apesar de ter conseguido uma parte na apresentação, ele rejeitou ir ao festival de drama no qual havia sido inscrito pelo seu professor. Seu professor de teatro persistiu, e eventualmente conseguiu que ele se juntasse ao National Youth Theatre em Londres. Após deixar o colégio, Smith estudou drama e escrita criativa na Universidade de East Anglia. Ele citou a sua banda favorita, Radiohead, como inspiração: "É isso que eu quero quando eu vou ao teatro, quando eu estou em uma apresentação, é eles, e essa experiência que eu consigo deles."
Os primeiros papéis de Smith no teatro vieram com o National Youth Theatre sendo Thomas Becket em Murder in the Cathedral e Basoon em The Master and Margarita. Seu papel no último fez com que ganhasse um agente e os primeiros trabalhos profissionais: Fresh Kills e On the Shore of the Wide World. Seus novos trabalhos profissionais levaram ele a procurar um acordo com a sua universidade para que conseguisse se graduar sem comparecer aos últimos períodos.
Ele é um apoiador do clube de futebol Blackburn Rovers F.C.

## Carreira profissional

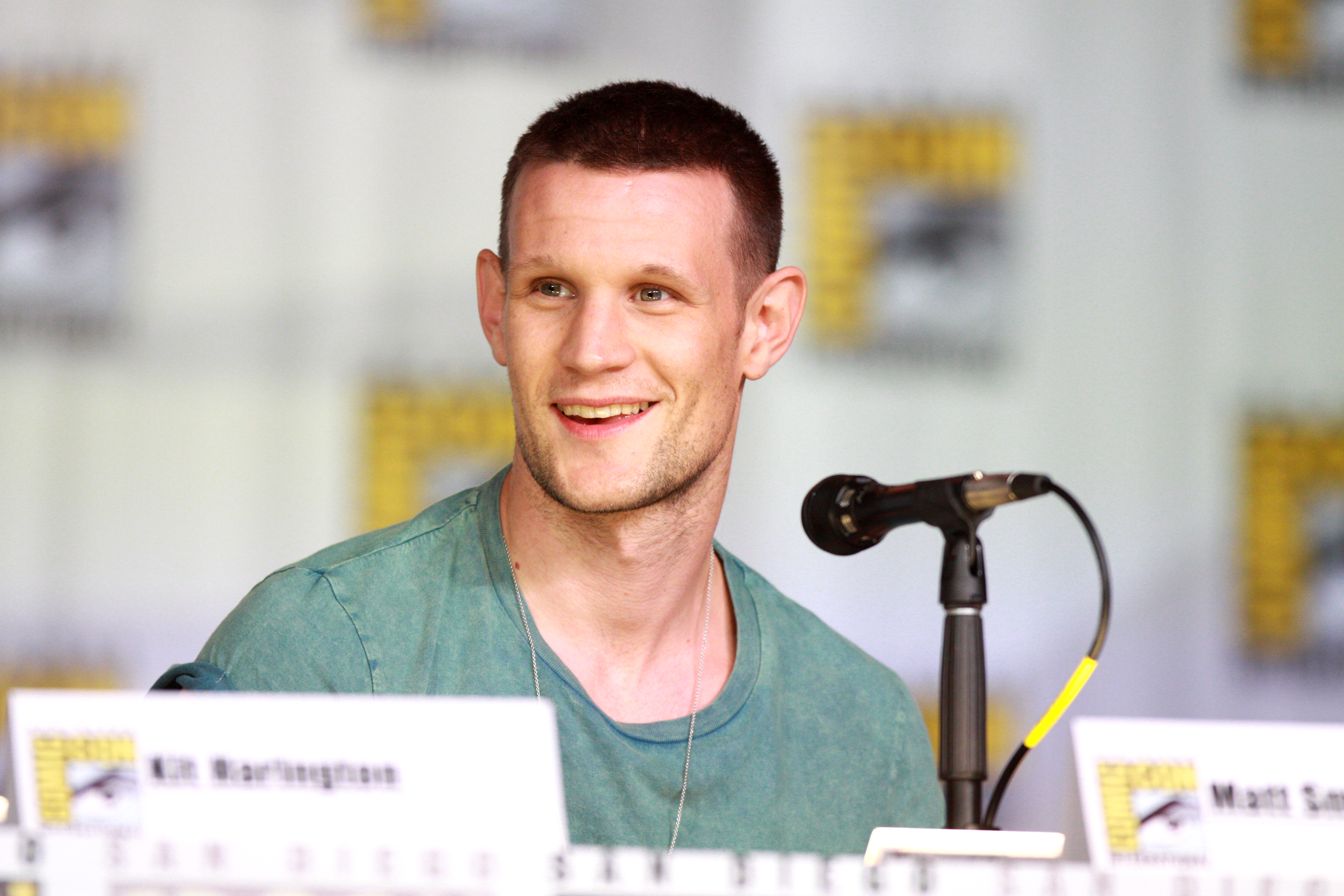
Matt Smith na San Diego Comic Con 2013

Durante as apresentações de On the Shore of the Wild World, a peça foi transferida para o Royal National Theatre em Londres. Depois de terminar a peça, ele tomou o personagem Lockwood, um pupilo na peça The History Boys de Alan Bennett. Após The History Boys, ele veio a atuar na peça adolescente Burn/Chatroom/Citizenship, e Swimming with Sharks; a última sendo a sua estreia em "Teatro West End", juntamente com Christian Slater. Seu primeiro papel na televisão foi como Jim Taylor nas adaptações da BBC Sally Lockhart, The Ruby in the Smoke e The Shadow in the North, protagonizando com Billie Piper; ele veio a atuar com Piper uma terceira vez em um episódio de Secret Diary of a Call Girl.

### That Face
Em 2007, Smith apareceu como Henry na peça criticamente aclamada de Polly Stenham, That Face, no Royal Court Theatre Upstairs em Chelsea juntamente com Lindsay Duncan como a mãe alcoólica de Henry, Martha, e Felicity Jones - depois Hannah Murray - como a irmã de Henry viciada em drogas, Mia. A peça foi transferida para o Duke of York's Theatre para "Teatro West End" em 2008 e tornou-se o segundo papel de Smith. That Face focava primariamente no vício das drogas e álcool em uma família de classe média após a figura paternal deixa a família. Como Henry, Smith interpretou um artista que deixa o colégio para cuidar de sua mãe. Nas preparações do espetáculo, o elenco entrevistou alcoólicos e suas famílias. Smith discutiu o relacionamento de sua personagem com sua mãe em uma entrevista no Evening Standard:
O elenco inteiro da peça foi indicado em 2008 para o prêmio Laurence Olivier for Oustanding Achievement in an Affiliate Theatre, e Smith venceu o prêmio da Evening Standard por "melhor estreante" pelo seu papel. Depois de sua passagem para o "West End", a peça foi criticamente aclamada, com a performance de Smith como Henry apontada como destaque dos aspectos positivas da peça por críticas do Evening Standard, Daily Express, The Guardian, e The Times

### Party Animals
O primeiro papel de destaque na televisão de Smith veio na série Party Animals, uma produção da BBC sobre assessores parlamentares e pesquisadores em Westminster. Em Party Animals, Smith é Danny Foster, um pesquisador parlamentar de Jo Porter (Raquel Cassidy). Aos 26 anos de idade, Danny é descrito como um inteligente porém um tímido geek político. Na narrativa da série, ele tenta equilibrar suas afeições por Kirsty MacKenzie (Andrea Riseborough), enquanto tenta prevenir o iminente declínio de Porter.
 Em uma entrevista em 2007, Smith discutiu sobre as motivações de seu personagem. Ele resumiu Danny como tendo uma visão romântica do mundo político. O personagem foi guiado para a política pelo seu pai e seu próprio instinto político. Ele defendeu a idade de seu personagem caracterizando ele como leal para Porter, em vez de ser incompetente. Ele falou da maturidade emocional e intelectual do personagem: emocionalmente, falta confiança entre mulheres, principalmente pelo amor não correspondido por Kirsty, no entanto Smith interpreta Danny como atencioso e sensível mas "senso de humor seco e sarcástico", e intelectualmente, Danny é descrito como atencioso e possuidor de uma forte ética no trabalho. .

"O 'Doutor' é um papel muito especial, e é necessário um ator muito especial para interpretá-lo. É necessário ser velho e novo ao mesmo tempo, ser inteligente e um herói de ação, um astuto adolescente e o velho homem sábio do universo. A partir do momento que Matt entrou pela porta, e nos impressionou com uma nova e corajosa interpretação do Time Lord (Senhor do Tempo), nós sabíamos que tínhamos a pessoa certa."

Steven Moffat, Produtor Executivo de Doctor Who sobre a escolha de Smith

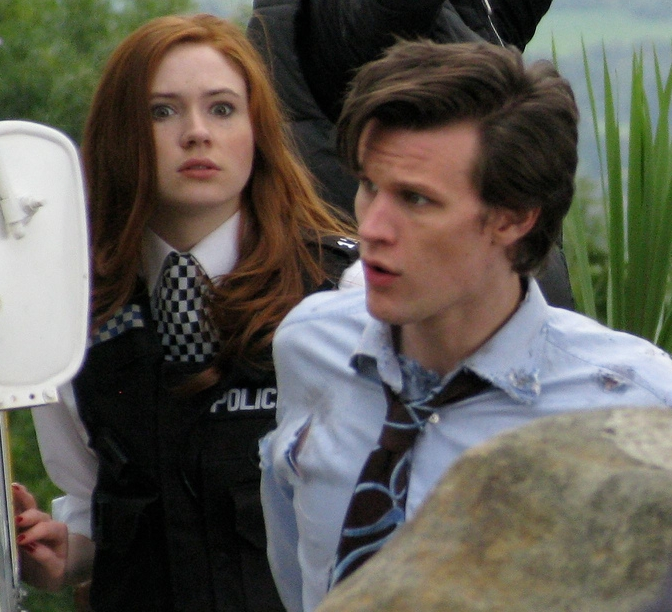
Matt Smith atuando em Doctor Who com Karen Gillan

### Doctor Who
Smith foi escolhido como o Décimo primeiro Doutor na série de televisão britânica Doctor Who em janeiro de 2009 para substituir David Tennant, que anunciou sua saída em outubro de 2008.
Smith era um ator relativamente desconhecido comparado aos atores especulados para assumir o papel, que incluíam Paterson Joseph, David Morrissey, Sean Pertwee, James Nesbitt, Russell Tovey, Catherine Zeta Jones, Chiwetel Ejiofor, Robert Carlyle e Billie Piper. Smith foi primeiro nomeado como possível sucessor menos de um dia antes do anúncio de que ele iria assumir o papel de Décimo Primeiro Doutor, na edição de 3 de janeiro de 2009 do programa BBC Breakfast junto com outros nomes especulados.
Smith foi um dos primeiros atores a fazer a audição para o papel, apresentando-se no primeiro dia. O time de produção da série, consistindo do produtor, Steven Moffat, e do produtor executivo e chefe do departamento de drama da BBC Wales, ficou imediatamente impressionado com a apresentação de Smith. Aos 26 anos de idades, Smith era três anos mais novo que Peter Davison quando fez a audição para interpretar o personagem em 1981, e mais novo que qualquer outro ator sugerido para o papel. Após três semanas de audições, Moffat e Wenger concordaram que havia "sempre sido Matt", e entraram em contato com ele para aceitar o papel. A BBC foi cautelosa ao escolher Smith pois acreditava que alguém de 26 anos não conseguiria interpretar o Doctor adequadamente; Wenger compartilhava do mesmo pensamento, mas acreditava que Smith havia provado sua qualidade de atuação em Party Animals. Alguns fãs da série acreditavam que Smith era inexperiente e muito jovem para o personagem, enquanto outros o apoiaram citando sua habilidade de atuação.

### House of the Dragon
"House of the Dragon", um spin-off da série "Game of Thrones" contou com a presença de Matt Smith, que interpreta o Príncipe Daemon Targaryen, um personagem complexo e multifacetado, conhecido por sua habilidade nas artes da guerra e por sua natureza impulsiva e volátil. A segunda temporada de "House of the Dragon" estreou em 16 de junho de 2024. Esta nova temporada mostrou o conflito entre os Targaryen, com foco na guerra civil conhecida como "Dança dos Dragões". Teve várias cenas emocionantes, incluindo batalhas épicas, mais dragões em ação, e a introdução de novos personagens importantes como Cregan Stark, de Winterfell. Veremos também Daemon Targaryen, interpretado por Matt, em ações estratégicas, como a infiltração no castelo de Harrenhal.

## Vida pessoal
Smith já declarou ter uma queda por sua melhor amiga e ex-colega de elenco em Doctor Who, Karen Gillan. Matt declara ser ateu, torce para o Blackburn Rovers e tem uma irmã chamada Laura Jayne Smith.
Em 2015, Smith foi nomeado pela revista GQ um dos 50 homens britânicos mais bem vestidos. No mesmo ano, declarou que estava namorando a atriz britânica Lily James.

## Filmografia

### Filme
| Ano  | Título                          | Formato        | Personagem            | Notas                                          |
| ---- | ------------------------------- | -------------- | --------------------- | ---------------------------------------------- |
| 2006 | The Ruby in the Smoke           | Telefilme      | Jim Taylor            |                                                |
| 2007 | In Bruges                       | Filme          | Harry Novo            | Cenas foram deletadas, disponíveis no DVD      |
| 2007 | The Shadow in the North         | Telefilme      | Jim Taylor            |                                                |
| 2009 | Together                        | Curta-metragem | Rob                   | Seleção oficial de Cannes 2009 (Critics' Week) |
| 2010 | Womb                            | Longa metragem | Thomas                | Produção começou em Março de 2009              |
| 2011 | Christopher and His Kind        | Telefilme      | Christopher Isherwood |                                                |
| 2012 | Burt and Dickie                 | Filme          | Bert Bushnell         |                                                |
| 2014 | Lost River                      | Filme          | Bully                 |                                                |
| 2015 | Terminator: Genisys             | Filme          | T-5000/Skynet/Alex    | Creditado como "Matthew Smith"                 |
| 2016 | Pride and Prejudice and Zombies | Filme          | Sr. Collins           |                                                |
| 2017 | Patient Zero                    |                | Morgan                | Pós-produção                                   |
| 2019 | Official Secrets                | Filme          | Martin Bright         |                                                |
| 2021 | Last Night in SoHo              | Filme          | Jack                  | Estreia internacional em outubro de 2021       |
| 2022 | Morbius                         | Filme          | Loxias Crown          |                                                |

### Televisão
| Ano       | Título                      | Papel                                   | Notas                                |
| --------- | --------------------------- | --------------------------------------- | ------------------------------------ |
| 2007      | Party Animals               | Danny Foster                            |                                      |
| 2007      | Secret Diary of a Call Girl | Tim                                     | 1ª Temporada, episódio 6             |
| 2007      | The Street                  | Ian Hanley                              | Episódios Demolition e Taxi          |
| 2009      | Moses Jones                 | DS Dan Twentyman                        |                                      |
| 2010-2013 | Doctor Who                  | Décimo-primeiro Doutor                  | Incluindo mini-episódios e especiais |
| 2010      | The Sarah Jane Adventures   | Décimo-primeiro Doutor                  |                                      |
| 2016-2018 | The Crown                   | Phillip Mountbatten, Duque de Edimburgo |                                      |
| 2022      | House of the Dragon         | Daemon Targaryen                        | Protagonista                         |

### Teatro
| Ano       | Título                         | Personagem       | Teatro                                |
| --------- | ------------------------------ | ---------------- | ------------------------------------- |
| 2003      | Murder in the Cathedral        | Thomas Becket    |                                       |
| 2004      | The Master and Margarita       | Basoon           | Lyric Hammersmith, Londres            |
| 2004      | Fresh Kills                    | Arnold           | Royal Court Theatre Upstairs, Londres |
| 2005      | On the Shore of the Wide World | Paul Danzinger   | Royal Exchange, Manchester            |
| 2005      | On the Shore of the Wide World | Paul Danzinger   | Royal National Theatre, Londres       |
| 2005-2006 | The History Boys               | Lockwood         | National Theatre, Londres             |
| 2006      | Burn/Chatroom/Citizenship      | Tom/William/Gary | National Theatre, Londres             |
| 2007      | That Face                      | Henry            | Royal Court Theatre Upstairs, Londres |
| 2007-2008 | Swimming with Sharks           | Guy              | Vaudeville Theatre, Londres           |
| 2008      | That Face                      | Henry            | Duke of York's Theatre, Londres       |
| 2013-2014 | American Psycho                | Patrick Bateman  | Almeida Theatre, Londres              |

### Vídeogames
| Ano  | Título                          | Personagem             | Detalhes             |
| ---- | ------------------------------- | ---------------------- | -------------------- |
| 2010 | Doctor Who: The Adventure Games | Décimo-primeiro Doutor | Vídeo game episódico |
| 2011 | Vortex Run                      | Décimo-primeiro Doutor | Jogo online          |
| 2015 | LEGO Dimensions                 | Décimo-primeiro Doutor | Arquivo de voz       |